# Tandblekning
Tandblekning är en metod för att uppnå estetiska förbättringar på tändernas emalj som har blivit mycket populär. Orsaken till denna behandling är missfärgade tänder. Missfärgningen kan dels vara medfödd, man har helt enkelt olika färg på tänderna från början, dels bero på utifrån kommande substanser, till exempel rökning. En blekning är en kemisk process. Blekmedlet tränger in i emaljen och dentinet, det så kallade tandbenet, och bryter där ner de missfärgande mörka ämnena till mindre och inte lika färgade ämnen.

## Aktiva ämnen i tandblekningsmedel
Det finns två olika peroxider som används för blekningar; karbamidperoxid och väteperoxid. Karbamidperoxid (CH6N2O3) är förstadiet till väteperoxid (H2O2) och innehåller alltså två stycken nedbrytningsprocesser, vilket gör att det kräver en mycket högre procenthalt för att få samma effekt som samma procenthalt väteperoxid. Dessa två nedbrytningsprocesser sliter mycket mer på tändernas emalj än om man skulle använda endast väteperoxid som blekningsmedel, då det endast sker en nedbrytningsprocess från väteperoxid → vatten + syre. Den senare metoden är säkrare än den första och skadar inte tändernas emalj[källa behövs], den är inte heller farlig[källa behövs] då väteperoxid bryts ner till de ofarliga ämnena vatten och syre. Väteperoxid i sig är dock frätande och starkt oxidativt vilket gör att även de låga koncentrationer som används vid tandblekning kan ge upphov till tandköttsirritation. 

## Tandblekning hos tandläkaren
Tandläkare använder ofta starka ljuskällor, exempelvis laser, för att blekningsmedlets verkan ska bli effektivare. Den mest skonsamma och beprövade metoden är blekning i tandskena. Nackdelen med blekning som utförs i en sittning hos tandläkaren är att det blir mer besvär med isningar, eftersom blekmedlet då måste var starkare samt att det blir en uttorkning av tänderna på grund av värmeutvecklingen från lampan man använder. Med klinikblekning får man ett direkt resultat efter utförd blekning, men en del av blekningsffekten är i själva verket en uttorkning av tänderna, så det blir inte så mycket blekt som man först ser. Tandblekning hos tandläkaren varar ungefär 1-3 år.

## Tandblekning hemma
Det finns tandblekningsmetoder som kan användas hemma (t.ex. med tandskena, laser, tandblekningspenna, blekande tandkräm, tandgloss etc) där alla medel innehåller en viss mängd blekgel, och det är blekgelen som skiljer tillverkarna åt eftersom alla tillverkar sin egen gel, eller köper in från andra länder som gått igenom alla EU direktiv och regler för att bli godkända. Att bleka tänderna hemma har blivit populärt, på grund av att priset på tandblekningsprodukter för hemmabruk har gått ner, och att det är mycket enklare och säkrare att göra det själv nu än vad det var för bara några år sedan. Man bör alltid konsultera med en tandläkare så man inte väljer en produkt som skadar tänderna. Man kan också bleka tänderna om man har tandsmycken, samt hål, men för bäst resultat rekommenderas ändå att man åtgärdar alla eventuella hål etc i tänderna för att slutresultatet ska bli så bra som möjligt.
Gällande försäljning av tandblekning (för hemmabruk) i Sverige så har regelverket för detta ändrats 1993 och 2004. 2014 ändrades lagarna igen och blev ännu strängare. Detta bland annat eftersom man förbjöd peroxid i vanlig hemmatandblekning.

## Varsamhet
Tandblekning bör inte göras om framtänderna har amalgamfyllningar, eftersom tänderna då kan få en grön nyans. Det är endast tandsubstansen som bleks, fyllningar, kronor osv påverkas inte. Rotfyllda tänder bleks inte heller av vanliga metoder, de kan blekas inifrån, genom att ett starkare blekmedel läggs inne i tanden närmast rotfyllningen. 
Har man besvär med isande tandhalsar, blottlagda rotytor, borstskador eller tunn emalj bör man inte bleka sina tänder. Med sådana besvär ökar risken för att man ska drabbas av biverkningar i form av isningar. Om man röker eller snusar bör man inte heller bleka tänderna då bland annat färgämnen i tobaken kan göra att resultatet av behandlingen blir något sämre. Blekmedel kan förstärka den negativa effekt som tobak kan ha i munhålan. Är man gravid eller ammar ska man inte bleka tänderna eftersom det inte har gjorts några undersökningar om vilka bieffekter blekmedlet har på foster eller barn.